# 2月21日
2月21日（にがつにじゅういちにち）は、グレゴリオ暦で年始から52日目にあたり、年末まであと313日（閏年では314日）ある。

## できごと

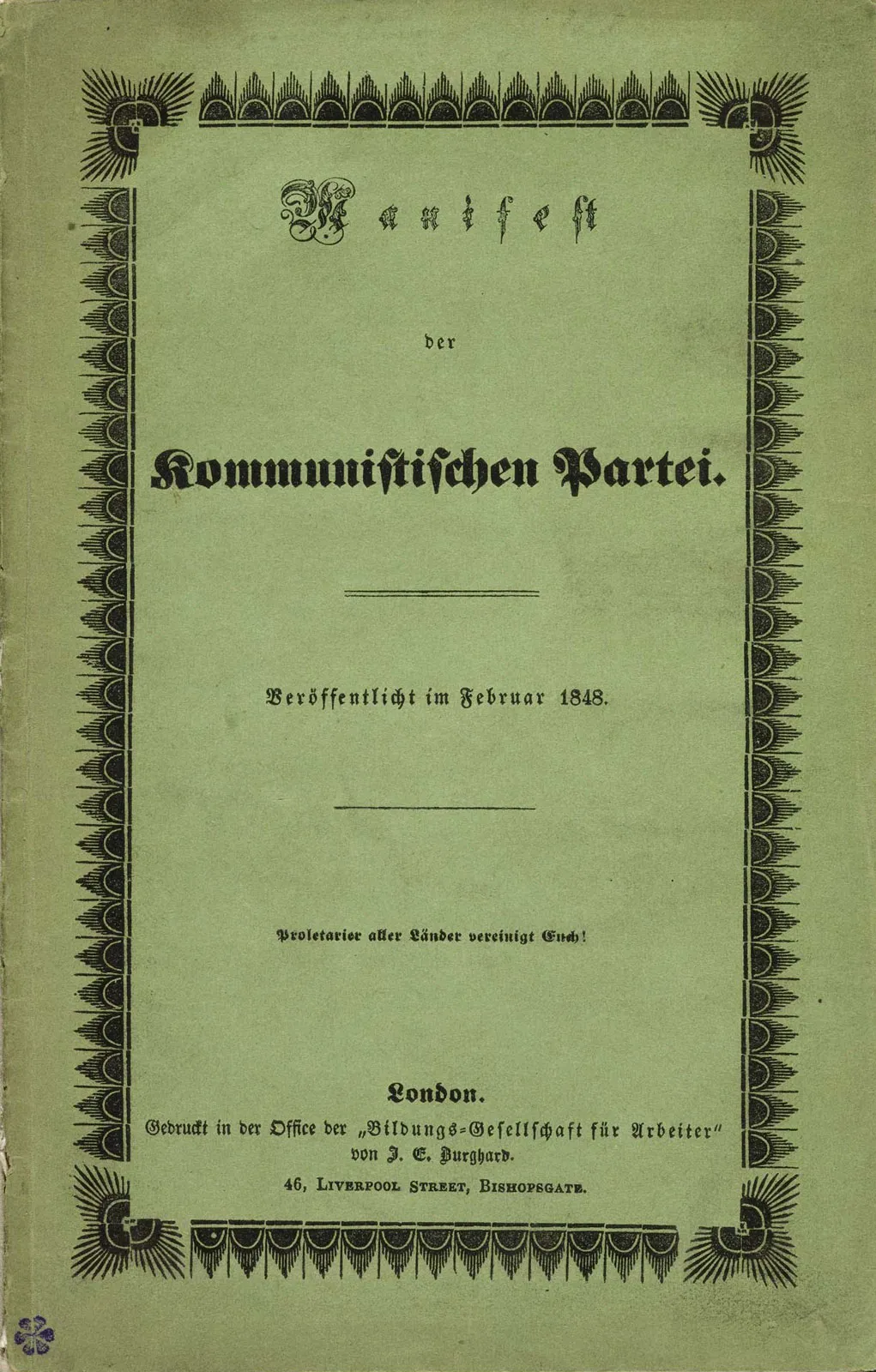
『共産党宣言』(1848)が出版される。画像は同年2月にロンドンで出版された『共産党宣言』表紙

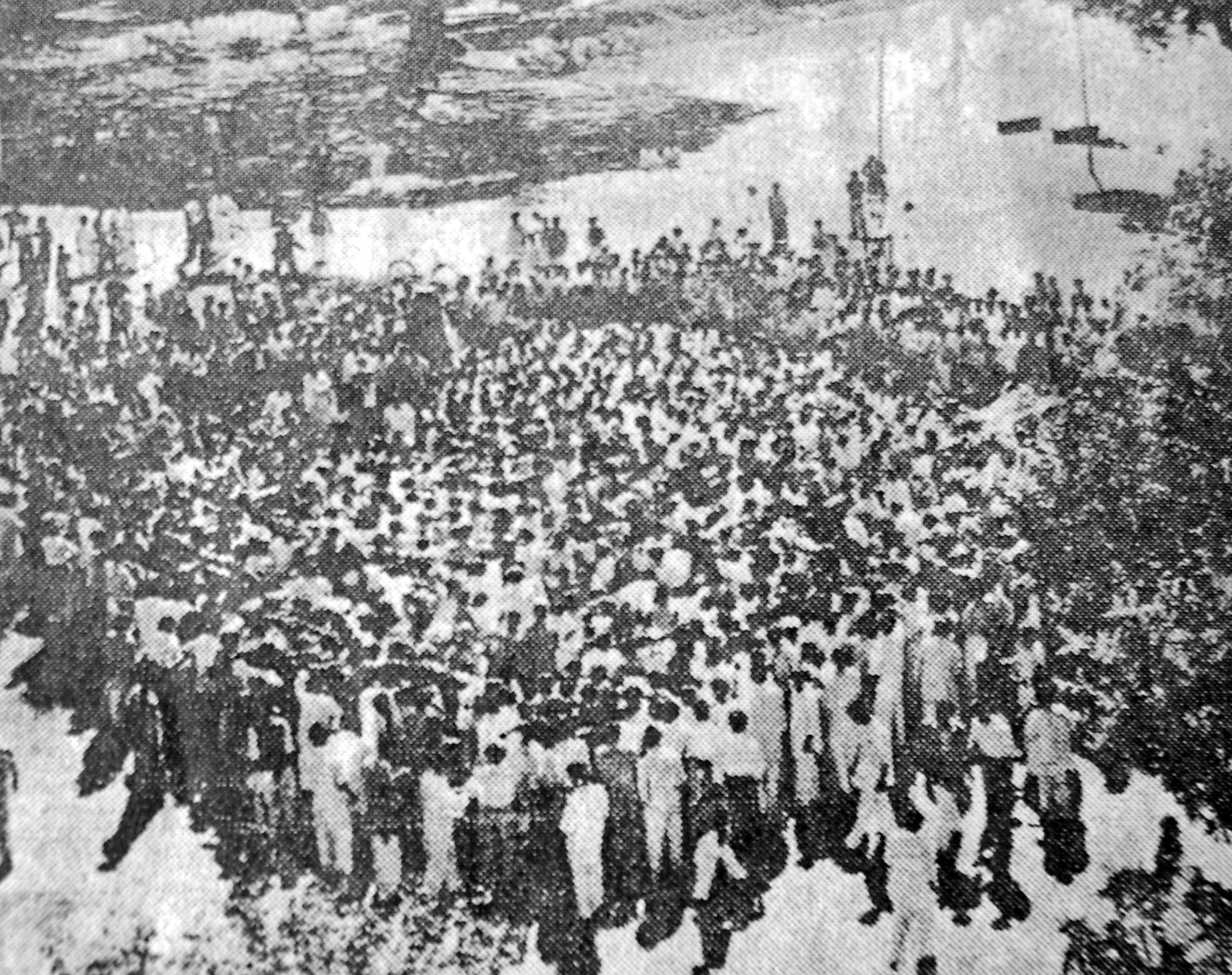
ベンガル語の公用語としての使用を求める集会（1952年）

- 901年（昌泰4年1月25日） - 菅原道真が大宰員外帥に左遷[1]。
- 1431年 - ジャンヌ・ダルクの異端審問が開始される。
- 1482年（文明14年2月4日） - 足利義政が慈照寺（銀閣）の造営を始める。
- 1613年（ユリウス暦2月11日） - ロシアで、ミハイル・ロマノフが全国会議でツァーリに選出され即位。ロマノフ朝が始まる。
- 1804年 - イギリスで、リチャード・トレビシックが発明した蒸気機関車の試運転に成功。
- 1842年 - ジョン・グリーノウが、アメリカ合衆国における初めてのミシンの特許を取得[2]。
- 1848年 - カール・マルクスとフリードリヒ・エンゲルスの『共産党宣言』が出版される。
- 1872年 - 東京日日新聞（現在の毎日新聞）が創刊[3]。
- 1878年 - 最初の電話帳がコネチカット州ニューヘイブンで発行される。
- 1897年 - 讃岐鉄道が、高松駅〜丸亀駅間で開業。（後の予讃線）
- 1911年 - 改正日米通商航海条約調印。不平等条約を撤廃し関税自主権を確立。
- 1911年 - 夏目漱石が文部省からの文学博士号授与を辞退する[4]。
- 1916年 - 第一次世界大戦: ドイツ軍がフランスのヴェルダン要塞への攻撃を開始。ヴェルダンの戦いが始まる。
- 1918年 - シンシナティ動物園で飼われていた最後のカロライナインコが死亡し絶滅。
- 1919年 - ミュンヘン革命の中心人物クルト・アイスナーが右翼青年アントン・アルコ・ファーライに暗殺される。
- 1923年 - 孫文が第三次広東政府（広東大元帥府）を設立。
- 1925年 - 高田商会の破綻に伴い機関銀行であった永楽銀行が休業に入る[5]。
- 1936年 - 天皇機関説事件: 天皇機関説を唱えた美濃部達吉が右翼に襲撃され負傷。
- 1942年 - 日本で食糧管理法を公布。
- 1947年 - エドウィン・ハーバード・ランドが初のインスタントカメラをアメリカ光学会で発表。
- 1946年 - GHQの指示により、日本で警視庁が婦人警察官の募集を開始。
- 1948年 - 全米自動車競争協会（NASCAR）設立。
- 1951年 - ベルリンで世界平和評議会第1回総会開催。五大国による平和協定締結を要求する「ベルリンアピール」を採択。
- 1952年 - 東パキスタン（現在のバングラデシュ）でベンガル語国語化運動家と軍隊が衝突。
- 1953年 - フランシス・クリックとジェームズ・ワトソンがDNAの二重螺旋構造を発見。
- 1955年 - 西日本スポーツ（西日本新聞社）創刊。
- 1958年 - ジェラード・ホルトム（英語版）が平和・反戦のシンボル「ピースマーク」（☮）を作成。
- 1965年 - マルコム・X暗殺事件（英語版）: アメリカの黒人運動指導者マルコム・Xが演説中に暗殺される。
- 1968年 - えびの地震発生。
- 1969年 - 岡田屋・フタギ・シロのスーパーマーケット3社が共同仕入会社としてジャスコ株式会社（現・イオン）を設立。
- 1970年 - スイス航空330便爆破事件発生。
- 1971年 - ウィーンで向精神薬に関する条約が採択される。
- 1972年 - リチャード・ニクソンアメリカ大統領が中華人民共和国を訪問。アメリカ合衆国大統領としては初。
- 1972年 - ソ連の無人月探査機「ルナ20号」が月に着陸。
- 1973年 - リビア航空機撃墜事件。イスラエル空軍がシナイ半島でリビア航空機を撃墜。死者108人。
- 1973年 - 四畳半襖の下張事件: 東京地検が『四畳半襖の下張』を掲載した雑誌編集長野坂昭如らを起訴。
- 1974年 - 朝日新聞で連載されていた4コマ漫画『サザエさん』が、作者・長谷川町子の病気療養によりこの日を最後に休載。そのまま打ち切りとなる。
- 1979年 - 東大宇宙航空研がX線観測衛星「はくちょう」を打ち上げ。
- 1980年 - 家元制度に反対する前衛舞踊家の花柳幻舟が、花柳流家元3世花柳寿輔を襲撃。
- 1983年 - 蔵王観光ホテル火災。11人が死亡。
- 1988年 - 8センチサイズのシングルCDが日本国内で初めて販売される。
- 1990年 - 神戸新交通六甲アイランド線、通称六甲ライナーが開業。
- 2004年 - 初の汎ヨーロッパ政党・欧州緑の党がローマで結成。
- 2008年 - 歌手のリアーナが母国バルバドスの名誉文化大使に任命される。バルバドス政府がこの日を「リアーナの日」と制定。
- 2010年 - ウルーズガーン州へのヘリコプター攻撃。アフガニスタン人の20人以上の男性、4人の女性、1人の子供を殺害し、12人の民間人が負傷した[6]。
- 2018年 - 平昌オリンピック: スピードスケート女子団体パシュートで日本チーム（髙木美帆、髙木菜那、菊池彩花、佐藤綾乃）が同種目初の優勝[7]。

## 誕生日

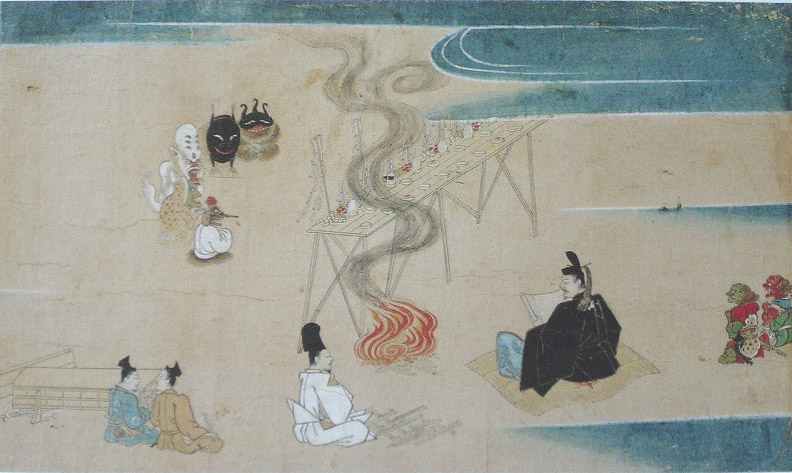
陰陽師安倍晴明(921-1005)誕生。画像は疫病神退治をする安倍晴明(泣不動縁起)。

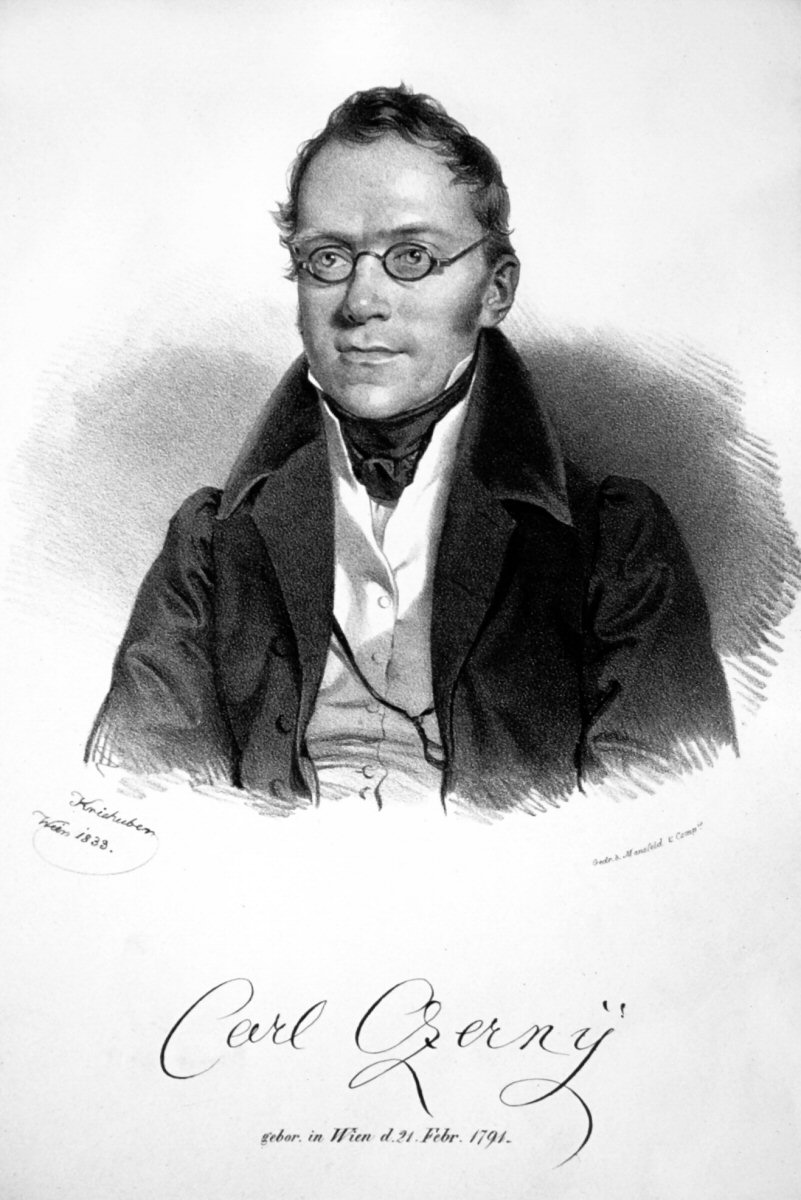
ピアニスト・作曲家、カール・チェルニー(1791-1857)誕生。多くの練習曲を発表し、教育面で大きな足跡を残す。

- 921年（延喜21年1月11日） - 安倍晴明[8][9]、陰陽師（+ 1005年）
- 1173年（承安3年1月8日） - 明恵[10]、僧侶、華厳宗中興の祖（+ 1232年）
- 1591年 - ジラール・デザルグ、数学者（+ 1661年）
- 1609年 - ライモンド・モンテクッコリ、軍人（+ 1680年）
- 1628年（寛永5年1月17日） - 岩城重隆、出羽国亀田藩主（+ 1708年）
- 1664年（寛文4年1月25日） - 松平頼貞、陸奥国守山藩主（+ 1744年）
- 1717年（享保2年1月11日） - 遠山友明、美濃国苗木藩主（+ 1753年）
- 1728年 - ピョートル3世、ロシア皇帝、エカチェリーナ2世の夫（+ 1762年）
- 1734年（享保19年1月18日） - 松平義敏、美濃国高須藩主（+ 1771年）
- 1779年 - フリードリヒ・カール・フォン・サヴィニー、法学者（+ 1861年）
- 1791年 - カール・チェルニー、ピアニスト、作曲家（+ 1857年）
- 1800年（寛政12年1月28日） - 九鬼隆徳、摂津国三田藩主（+ 1864年）
- 1805年 - デイヴィッド・トッド、第25代オハイオ州知事（+ 1868年）
- 1836年 - レオ・ドリーブ、作曲家（+ 1891年）
- 1844年 - シャルル＝マリー・ヴィドール、オルガニスト、作曲家（+ 1937年）
- 1865年（元治2年1月26日） - 小川正孝、化学者（＋ 1930年）
- 1866年 - アウグスト・フォン・ワッセルマン、細菌学者（+ 1925年）
- 1867年 - 金須嘉之進、作曲家、正教徒（+ 1951年）
- 1875年 - ジャンヌ・カルマン、世界最高齢記録をもつフランスの女性（+ 1997年）
- 1880年 - ワルデマル・ボンゼルス、児童文学作家（+ 1952年）
- 1885年 - サシャ・ギトリ、映画監督（+ 1957年）
- 1886年 - 八田與一、水利技術者（+ 1942年）
- 1887年 - 阿南惟幾、陸軍軍人（+ 1945年）
- 1892年 - ハリー・スタック・サリヴァン、精神科医（+ 1949年）
- 1893年 - アンドレス・セゴビア、ギタリスト（+ 1987年）
- 1894年 - 神田茂、天文学者（+ 1974年）
- 1895年 - カール・ピーター・ヘンリク・ダム、生化学者（+ 1976年）
- 1902年 - マックス・ワルター・スワンベルク、画家（+ 1994年）
- 1903年 - レーモン・クノー、作家（+ 1976年）
- 1903年 - アナイス・ニン、作家（+ 1977年）
- 1903年 - 中島健蔵、仏文学者、文芸評論家（+ 1979年）
- 1903年 - トム・ヨーキー、メジャーリーグ球団オーナー（+ 1976年）
- 1904年 - 田村駒治郎、経営者（+ 1961年）
- 1907年 - W・H・オーデン、詩人（+ 1973年）
- 1908年 - 加藤喜作、元プロ野球選手（+ 1981年）
- 1905年 - 木村義雄、将棋棋士（+ 1986年）
- 1908年 - アーヴィング・コロディン、音楽評論家（+ 1988年）
- 1913年 - 中井正一、銀行家、元北國銀行頭取（+ 1993年）
- 1914年 - イルマリ・ユーティライネン、軍人（+ 1999年）
- 1915年 - アン・シェリダン、女優（+ 1967年）
- 1917年 - オットー・キッテル、ドイツ空軍のエース・パイロット（+ 1945年）
- 1920年 - 石垣りん、詩人（+ 2004年）
- 1920年 - 大路三千緒、女優、元宝塚歌劇団花組・雪組組長（+ 2021年）
- 1921年 - ジョン・ロールズ、政治哲学者（+ 2002年）
- 1923年 - 木暮力三、元プロ野球選手
- 1923年 - 中村妙子、翻訳家
- 1924年 - 石田五郎、天文学者（+ 1992年）
- 1925年 - サム・ペキンパー、映画監督（+ 1984年）
- 1926年 - 笈田敏夫、ジャズ歌手（+ 2003年）
- 1927年 - ユベール・ド・ジバンシィ、ファッションデザイナー（+ 2018年）
- 1929年 - キラーイ・エデ、フィギュアスケート選手（+ 2009年）
- 1933年 - ニーナ・シモン、歌手（+ 2003年）
- 1937年 - ハーラル5世、ノルウェー国王
- 1940年 - 熊代昭彦、政治家
- 1940年 - ジョン・ルイス、政治家、公民権運動活動家（+ 2020年）
- 1943年 - 大前研一、経営評論家
- 1944年 - 長池徳士、元プロ野球選手
- 1944年 - パンチョ加賀美、ドラマー、ミュージシャン（+ 2018年[11]）
- 1944年 - 前田吟、俳優
- 1945年 - 坂田明、ミュージシャン
- 1945年 - 前田康介、元プロ野球選手
- 1946年 - 椎正年、元プロ野球選手
- 1946年 - アンソニー・ダニエルズ、俳優
- 1947年 - 井上順、俳優、タレント
- 1952年 - 横尾まり、声優
- 1953年 - ウィリアム・ピーターセン、俳優
- 1954年 - 橋本以蔵、脚本家
- 1956年 - 佐藤清、元野球選手
- 1957年 - 葡萄亭わいん、落語家
- 1958年 - 引間克幸、元プロ野球選手
- 1958年 - アラン・トランメル、元プロ野球選手
- 1960年 - 川西蘭、作家、元東北芸術工科大学教授、元武蔵野大学教授
- 1960年 - 弓あきら、ファションモデル
- 1962年 - 川端健嗣、元アナウンサー
- 1963年 - ウィリアム・ボールドウィン、俳優
- 1964年 - ハイヒールモモコ、漫才師
- 1964年 - 切通理作、評論家、脚本家
- 1965年 - 野中英次、漫画家
- 1965年 - 村井真由美、プロゴルファー
- 1966年 - 鮎ゆうき、女優
- 1966年 - ペトリ・コッコ、フィギュアスケート選手
- 1967年 - 伊藤つかさ、女優
- 1967年 - リロイ・バレル、元陸上競技選手
- 1967年 - 梶淳、テレビプロデューサー
- 1967年 - ミヒャエル・ザンデルリング、指揮者、チェリスト
- 1967年 - クノ真季子、女優
- 1967年 - 平将明、政治家
- 1968年 - 家富ヨウジ、俳優、声優
- 1968年 - 日下三蔵、ミステリ・SF研究家、編集者
- 1968年 - 菊谷知樹、作曲家、編曲家、ギタリスト
- 1968年 - パトリック・ギャラガー、俳優
- 1969年 - 鈴木康博、元プロ野球選手
- 1969年 - ジェームス・ディーン・ブラッドフィールド、ミュージシャン、歌手（マニック・ストリート・プリーチャーズ）
- 1970年 - 田丸浩史、漫画家
- 1970年 - ゆうたろう、お笑いタレント
- 1970年 - 松田岳二、ミュージシャン
- 1971年 - 浅野文直、政治家
- 1972年 - ソ・テジ、歌手（元ソテジワアイドゥル）
- 1972年 - 北口学、元陸上競技選手、指導者
- 1973年 - 林純次、元プロ野球選手
- 1973年 - 市来貴代子、プロレスラー
- 1974年 - やまもとまさみ、お笑いタレント
- 1975年 - 山内崇嗣、美術家、画家
- 1975年 - 馬渕隆雄、元プロ野球選手
- 1975年 - 岩城雄太、ミュージカル俳優
- 1975年 - 吉田孝、ナレーター
- 1976年 - つぐみ、女優
- 1976年 - 丸元大成、ボクシングプロモーター、元プロボクサー
- 1977年 - ロドリーゴ・グラウ、サッカー選手
- 1977年 - 山下敏和、ライフル射撃選手
- 1978年 - 酒井美紀、タレント、女優、歌手
- 1978年 - 阿部みさと、女優、タレント
- 1978年 - 田辺あゆみ、ファッションモデル
- 1978年 - 前田弘二、映画監督
- 1978年 - キム・ハヌル、女優
- 1978年 - パク・ウネ、女優
- 1979年 - ジェニファー・ラブ・ヒューイット、女優
- 1979年 - ジョーダン・ピール、コメディアン、俳優
- 1980年 - 柴田かよこ、女優
- 1980年 - 松宮隆行、元陸上競技選手
- 1980年 - 松宮祐行、陸上競技選手
- 1980年 - 板倉康弘、元プロ野球選手
- 1980年 - ジグミ・ケサル・ナムゲル・ワンチュク、ブータン国王
- 1981年 - 要潤、俳優
- 1981年 - 和田毅、元プロ野球選手
- 1981年 - アダム・グリーンバーグ、元プロ野球選手
- 1982年 - アレクサンドル・マルクンツォフ、フィギュアスケート選手
- 1983年 - 隆の山俊太郎、元大相撲力士
- 1983年 - 太田在、ファッションモデル
- 1983年 - メラニー・ロラン、女優
- 1984年 - 香里奈、モデル、女優
- 1984年 - 仁平裕子、元女優
- 1984年 - ダビド・オドンコール、元サッカー選手
- 1985年 - ゲオルギオス・サマラス、元サッカー選手
- 1985年 - 綾奈千瑞、タレント
- 1986年 - 石井一馬、プロ雀士
- 1986年 - 川嶋あい、歌手
- 1986年 - シャルロット・チャーチ、歌手
- 1986年 - オーランド・イェンテマ、野球選手
- 1987年 - エリオット・ペイジ、俳優
- 1987年 - アシュリー・グリーン、女優
- 1988年 - 神山知也、陸上競技選手
- 1988年 - 蔣智賢、プロ野球選手
- 1989年 - 山本由貴、タレント、元グラビアアイドル
- 1989年 - 加納愛子、お笑いタレント（Aマッソ）
- 1989年 - ジェレミー・テン、元フィギュアスケート選手
- 1989年 - コービン・ブルー、俳優
- 1989年 - 浦口史帆、東海テレビアナウンサー
- 1990年 - ジャック・マーダー、野球選手
- 1990年 - カン・ハヌル、俳優
- 1990年 - マーク・ウェブスター、フィギュアスケート選手
- 1990年 - ヘドヴィグ・カラカス、柔道選手
- 1991年 - デボン・トラビス、プロ野球選手
- 1991年 - 世界、パフォーマー（EXILE）
- 1991年 - ソラ、アイドル（MAMAMOO）
- 1992年 - 武田梓、女優、モデル
- 1992年 - 佐藤慶季、俳優
- 1992年 - 藤田のぞみ、サッカー選手
- 1993年 - 菅田将暉、俳優、歌手
- 1993年 - 西谷麻糸呂、女優、グラビアアイドル
- 1994年 - 坂本遥、ミュージシャン（エドガー・サリヴァン、THEラブ人間）
- 1994年 - ウェンディ、アイドル（Red Velvet、Girls On Top）
- 1994年 - 宮崎理奈、女優、アイドル（元SUPER☆GiRLS）
- 1994年 - ジュリア、プロレスラー
- 1994年 - 横山雄哉、元プロ野球選手
- 1995年 - 高山竜太朗、元プロ野球選手
- 1995年 - 大川立樹、フジテレビアナウンサー
- 1996年 - 桜庭大翔、俳優
- 1996年 - ソフィー・ターナー、俳優
- 1997年 - 塹江敦哉、プロ野球選手
- 1998年 - 仲谷香春、元ファッションモデル、女優
- 1998年 - 四宮吏桜、女優（元Rev. from DVL）
- 1999年 - 三森大貴、プロ野球選手
- 1999年 - 小鷹狩百花、アイドル、タレント（元Cheeky Parade）
- 2000年 - 奈良崎とわ、アイドル（元たこやきレインボー）
- 2000年 - 木下彩音[12]、タレント
- 2000年 - ハル、アイドル（NATURE）
- 2000年 - 櫻井優衣、アイドル（FRUITS ZIPPER）
- 2002年 - 南条采良、歌手、ダンサー
- 2003年 - 岩田陽菜、アイドル（元STU48）
- 2003年 - 桐原美月、アイドル（CANDY TUNE、元リルネード）
- 2003年 - 和内璃乃、女優
- 2003年 - アイリーン、ファッションモデル
- 2004年 - 宇田川桜夢、アイドル（元ラストアイドル）
- 2004年 - 吉田鈴、プロゴルファー
- 2005年 - 大西統眞、元子役
- 2007年 - イソ、アイドル（IVE）
- 生年不詳 - 内山典子、声優
- 生年不詳 - ねじ式、シンガーソングライター、ボカロP
- 生年不詳 - 三木晶、声優

## 忌日

### 人物

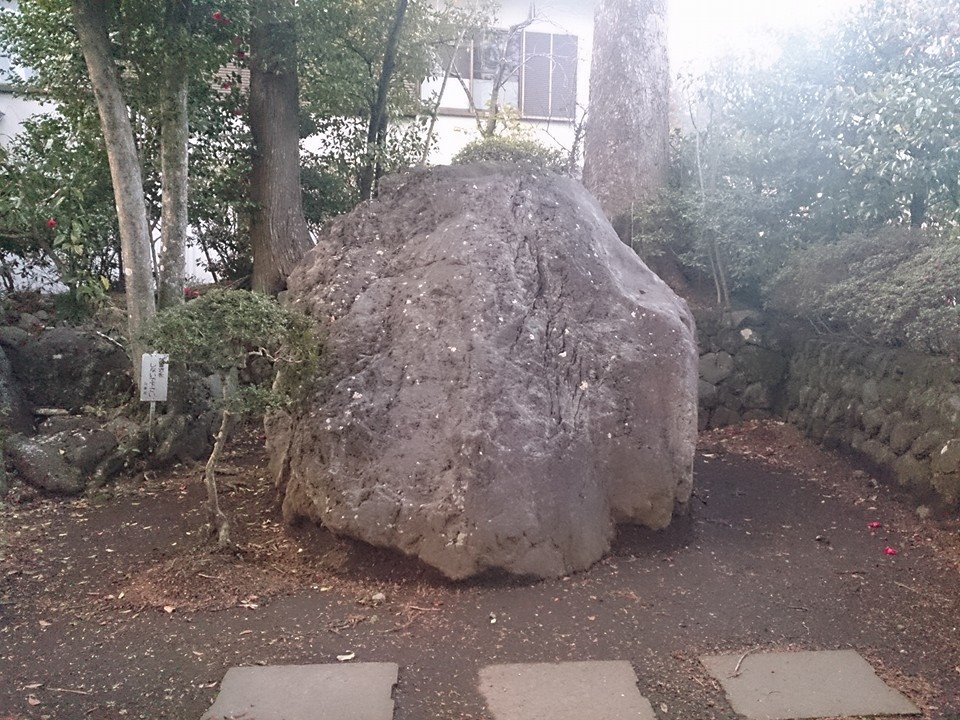
僧侶日興（1246-1333）没。日蓮が定めた本弟子六老僧の一人。画像は大石寺境内の「日興上人説法石」

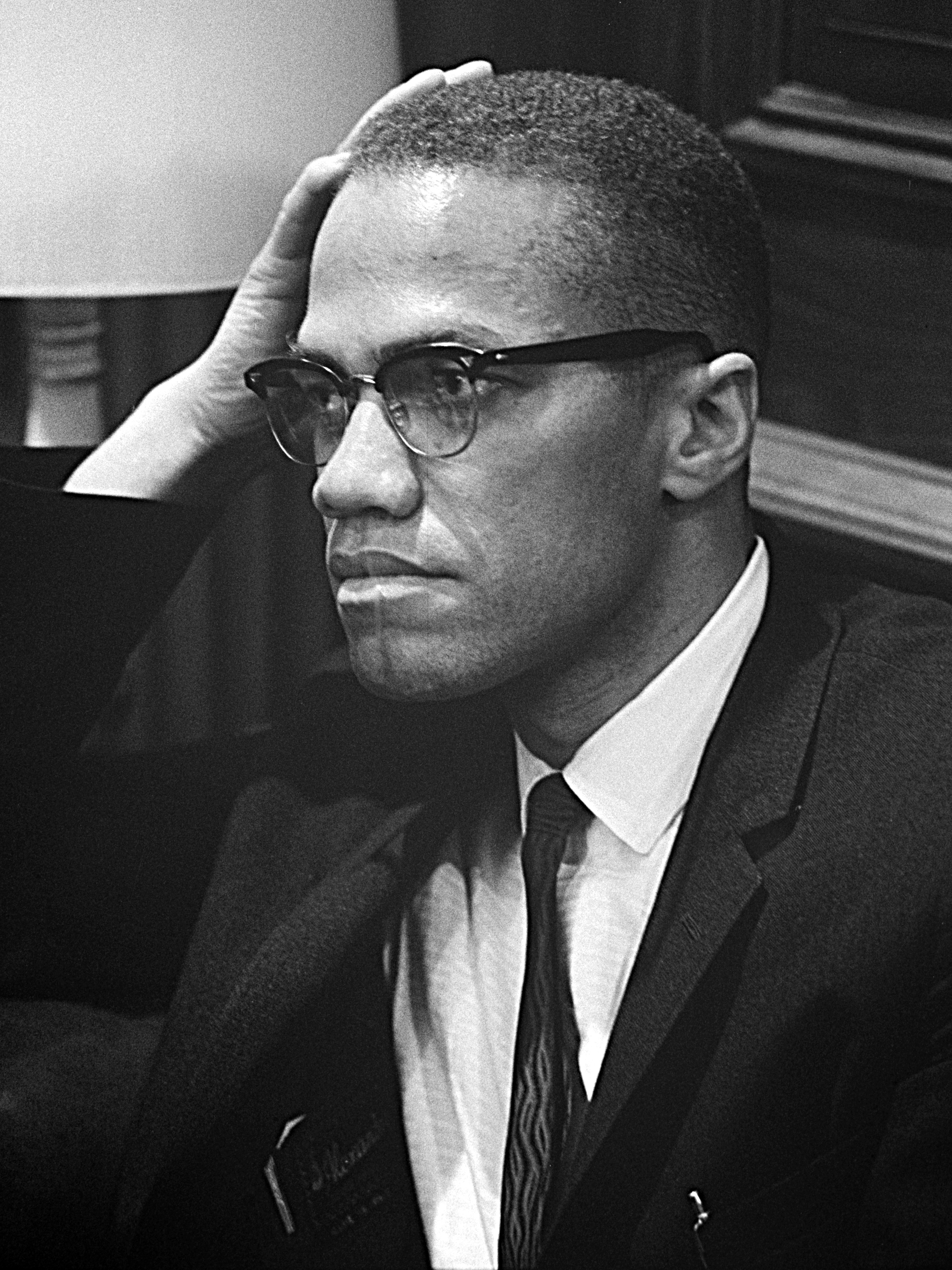
黒人解放運動指導者マルコムX(1925-1965)、演説中に射殺される。

- 239年（景初3年1月1日） - 曹叡、魏の第2代皇帝（* 204年）
- 1051年（永承6年1月8日） - 敦明親王、三条天皇第一皇子（* 994年）
- 1333年（元弘3年/正慶2年2月7日） - 日興、僧侶、日蓮六老僧の1人（* 1246年）
- 1413年 - ジェームズ1世、スコットランド王（* 1394年）
- 1513年 - ユリウス2世、ローマ教皇（* 1503年）
- 1653年（承応2年1月24日） - 愛姫、伊達政宗の正室（* 1568年）
- 1677年 - バールーフ・デ・スピノザ、哲学者（* 1632年）
- 1824年 - ウジェーヌ・ド・ボアルネ、イタリア副王（* 1781年）
- 1842年 - ヴォイチェフ・アダルベルト・ジヴヌィ、音楽家（* 1756年）
- 1846年（弘化3年1月26日） - 仁孝天皇、第120代天皇（* 1800年）
- 1877年 - 三野村利左衛門、実業家（* 1821年）
- 1894年 - 尾崎谷斎、根付師（* 1835年）
- 1894年 - ギュスターヴ・カイユボット、画家（* 1848年）
- 1901年 - ジョージ・フィッツジェラルド、物理学者（* 1851年）
- 1924年 - 中村春二、成蹊学園創立者（* 1877年）
- 1926年 - ヘイケ・カメルリング・オネス、物理学者（* 1853年）
- 1934年 - アウグスト・セサル・サンディーノ、ニカラグアの革命家（* 1895年）
- 1936年 - 堀定一、野球選手（* 1909年）
- 1938年 - ジョージ・ヘール、天文学者（* 1868年）
- 1945年 - エリック・リデル、陸上競技選手（* 1902年）
- 1958年 - ダンカン・エドワーズ、サッカー選手（* 1936年）
- 1960年 - ジャック・ベッケル、映画監督、脚本家（* 1906年）
- 1961年 - 赤木圭一郎、俳優（* 1939年）
- 1962年 - 千賀千太郎、実業家、衆議院議員（* 1882年）
- 1963年 - 加納久朗、千葉県知事（* 1886年）
- 1965年 - マルコムX、黒人解放運動指導者（* 1925年）
- 1969年 - イツィク・マンゲル、イディッシュ語作家（* 1901年）
- 1972年 - ブロニスラヴァ・ニジンスカ、バレリーナ、振付師（* 1891年）
- 1974年 - ティム・ホートン、アイスホッケー選手（* 1930年）
- 1975年 - 安藤博、発明家（* 1902年）
- 1981年 - 大内青圃、仏師、彫刻家（* 1898年）
- 1984年 - ミハイル・ショーロホフ、小説家（* 1905年）
- 1986年 - 泉重千代、120歳237日の長寿世界一とされた人物（* 1865年）
- 1986年 - 松木謙治郎、元プロ野球選手、監督（* 1909年）
- 1988年 - 黒川利雄、臨床医学者（* 1897年）
- 1991年 - マーゴ・フォンテイン、バレエダンサー（* 1919年）
- 1992年 - 田中春男、俳優（* 1912年）
- 1995年 - 麻生良方、政治家、政治評論家（* 1923年）
- 1995年 - ロバート・ボルト、劇作家、脚本家（* 1924年）
- 1996年 - モートン・グールド、作曲家（* 1913年）
- 1997年 - 樋口清之、考古学者、歴史作家、國學院大學名誉教授、國學院大學栃木短期大学元学長（* 1909年）
- 1998年 - 宮島義勇、撮影監督（* 1909年）
- 1999年 - 夏目純一、ヴァイオリニスト（* 1907年）
- 1999年 - 糸川英夫、工学者（* 1912年）
- 1999年 - イルマリ・ユーティライネン、フィンランドのエース・パイロット（* 1914年）
- 1999年 - ガートルード・エリオン、生化学者（* 1918年）
- 2000年 - 伊藤京子、女優（* 1959年）
- 2001年 - 韓徳銖、在日本朝鮮人総聯合会（朝鮮総聯）初代議長（* 1907年）
- 2004年 - バート・ハワード、作曲家（* 1915年）
- 2004年 - ジョン・チャールズ、元サッカー選手（* 1931年）
- 2005年 - 橋口隆、官僚、政治家（* 1913年）
- 2006年 - 柳宗民、園芸評論家、趣味の園芸講師（* 1927年）
- 2006年 - ゲンナジイ・アイギ、 詩人（* 1934年）
- 2006年 - ミルコ・マルヤノヴィッチ、 第四代セルビア共和国首相（* 1937年）
- 2007年 - 大田学、将棋の真剣師（* 1914年）
- 2007年 - 木村現、元サッカー選手（* 1931年）
- 2007年 - 岩崎考司、原画家（* 1979年）
- 2008年 - ロビン・ムーア、作家（* 1925年）
- 2008年 - 中山公男、美術評論家（* 1927年）
- 2008年 - 尾形智矩、政治家、元福岡県京都郡苅田町長（* 1936年）
- 2008年 - 安田辰昭、高校野球指導者（* 1938年）
- 2008年 - ジョー・ギブス、音楽プロデューサー（* 1943年）
- 2008年 - エマニュエル・サノン、サッカー選手（* 1951年）
- 2009年 - 二代目中村又五郎、歌舞伎役者、人間国宝（* 1914年）
- 2010年 - 夏木順平、俳優（* 1918年）
- 2012年 - 福王寺法林、画家（* 1920年）
- 2012年 - 松井旭、政治家、第18代～23代千葉県千葉市長（* 1927年）
- 2012年 - 河村保彦、元プロ野球選手（* 1940年）
- 2012年 - 清水曙美、脚本家（* 1940年）
- 2013年 - 前田金五郎、国文学者、井原西鶴研究者、専修大学名誉教授（* 1920年）
- 2013年 - 川橋猛、実業家、元東洋通信機（現宮崎エプソン）社長、元日本ロケット協会会長（* 1921年）
- 2013年 - 山田勝久[13]、医師、横浜南共済病院名誉院長（* 1931年または1932年）
- 2013年 - アレクセイ・ゲルマン、映画監督（* 1938年）
- 2013年 - 弓哲玖、歯科医（* 1958年）
- 2014年 - 大橋敦子、俳人（* 1924年）
- 2014年 - 叶修二、歌手（* 1948年）
- 2015年 - クラーク・テリー、ジャズトランペット奏者（* 1920年）
- 2015年 - 十代目坂東三津五郎、歌舞伎役者、俳優（* 1956年）
- 2015年 - ブルース・シノフスキー、映画監督（* 1956年）
- 2016年 - 江藤晴康、元プロ野球選手（* 1922年）
- 2016年 - 十六世喜多六平太、能楽師（* 1924年）
- 2016年 - 池田忠雄、政治家、第六-十代大阪府和泉市長（* 1932年）
- 2016年 - 大見忠弘、工学者、東北大学名誉教授（* 1939年）
- 2017年 - ケネス・アロー、経済学者（* 1921年）
- 2017年 - スタニスワフ・スクロヴァチェフスキ、指揮者（* 1923年）
- 2017年 - 饗庭孝男、フランス文学者、青山学院大学名誉教授（* 1930年）
- 2017年 - 谷村啓介、政治家、元日本社会党衆議院議員（* 1932年）
- 2018年 - ビリー・グラハム、牧師、福音伝道師、神学校教師（* 1918年）
- 2018年 - 露の慎悟、落語家（* 1949年）
- 2018年 - 大杉漣、俳優（* 1951年）
- 2019年 - スタンリー・ドーネン、映画監督（* 1924年）
- 2019年 - ジャン＝クリストフ・ブノワ、バリトン歌手（* 1925年）
- 2019年 - セケイラ・コスタ、ピアニスト、音楽教師（* 1929年）
- 2019年 - 井上哲夫、政治家、元四日市市長、参議院議員（* 1938年）
- 2019年 - 鄂棟臣、地球科学者、南極探検家（* 1939年）
- 2019年 - ピーター・トーク、歌手、ミュージシャン、俳優（* 1942年）
- 2019年 - 磯淵猛、紅茶研究家、エッセイスト（* 1951年）
- 2019年 - 倉田冬樹、ギタリスト、音楽プロデューサー（* 1967年）
- 2020年 - ヨナ・フリードマン、建築家（* 1923年）
- 2020年 - 勝田久[14]、俳優、声優（* 1927年）
- 2021年 - 平井英子、歌手（* 1918年）
- 2021年 - 木村元、俳優（*1933年）
- 2021年 - 橋本聖二、政治家、元東京都日の出町長（* 1935年）
- 2021年 - 富井俊夫、実業家、元昭和電線ホールディングス社長（* 1947年）
- 2021年 - 池尾和人、経済学者、慶應義塾大学名誉教授（* 1953年）
- 2023年 - ナージャ・ティラー、女優（* 1929年）
- 2023年 - 下谷二三子、民謡歌手（* 1938年）
- 2023年 - アマンシオ・アマロ、元サッカー選手、指導者（* 1939年）
- 2024年 - ミシュリーヌ・プレール、女優（* 1922年）
- 2024年 - ロジェ・ギルマン、生理学者、ノーベル生理学・医学賞受賞者（* 1924年）
- 2024年 - スティーヴ・パクストン、ダンサー、振付師（* 1939年）
- 2025年 - グウェン・マクレエ、歌手（* 1943年）
- 2025年 - 七代目桂才賀、落語家（* 1950年）
- 2025年 - 方大同、歌手（* 1983年）

### 人物以外（動物など）
- 1781年 - マッチェム、競走馬、種牡馬（* 1748年）
- 2021年 - アブクマポーロ、競走馬（* 1992年）

## 記念日・年中行事

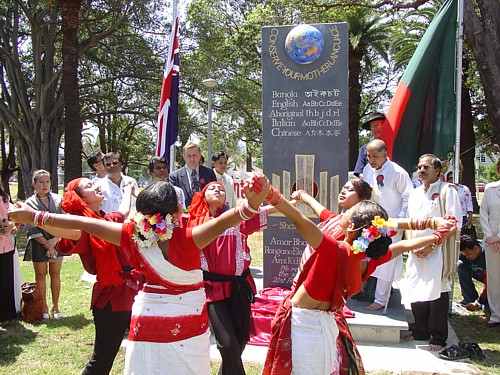
国際母語の日の記念碑

- 言語殉教者の日（英語版）（ バングラデシュ）
1952年に東パキスタン（現在のバングラデシュ）でベンガル語運動家と軍隊が衝突した日。
- 国際母語デー（ 世界）
国際連合教育科学文化機関 (UNESCO) が言語殉教者の日にちなんで1999年に制定した国際デー。
- ファザー・リニ・ディ（ バヌアツ）
バヌアツの独立運動のリーダーで初代首相となったウォルター・リニ（英語版）を記念する日。1999年のウォルター・リニの忌日。
- 漱石の日（ 日本）
文部省が作家・夏目漱石に文学博士の称号を送ると伝えたのに対して、1911年のこの日に漱石が「自分に肩書きは必要ない」として博士号を辞退する旨を書いた手紙を時の文部省専門学部局長に送ったことに由来する[15]。